# Walc stulecia
Walc stulecia – powieść Rafała A. Ziemkiewicza z 1998 roku, należąca do tzw. fantastyki socjologicznej. Powieść wydało wydawnictwo superNOWA. Książka ukazała się także w formie audiobooka.

## Fabuła
Utwór wyraźnie kontrastuje ze sobą bogaty, wielobarwny, odchodzący w zapomnienie świat końca Belle époque i szarą rzeczywistość XXI wieku; stanowi zarazem potwierdzenie pesymistycznych sądów autora co do kierunku rozwoju współczesnej cywilizacji.
Powieść opowiada o pracy programisty komputerowego nad tytułową grą (wręcz przenosi nas w świat tej gry do Wiednia i Petersburga roku 1914) oraz opisuje intrygę przeciwko niemu, mającą na celu przejęcie projektowanej gry.

## Nagrody
Książka wyróżniona nagrodą im. Janusza A. Zajdla w kategorii najlepsza powieść roku 1998.

## Odbiór
Według Dominika Jamrogi z portalu Polter.pl książka napisana została świetnym językiem. Damian Kopeć z portalu Granice.pl także chwali powieść Ziemkiewicza, mówiąc, że książka idzie pod prąd współczesnych trendów. Na portalu Lubimyczytać.pl do listopada 2018 Walc stulecia zdobył 231 ocen ze średnią 6,58/10 gwiazdek, przy czym ocen dobrych (czyli 6) oraz bardzo dobrych (czyli 7) było niemal tyle samo z niewielką przewagą tych drugich.
Inne recenzje:
- Inglot Jacek: Książki pokupne. Odra 1999 nr 1 s. 124-125
- I. Fryszkowski: Europa totalna coraz bardziej realna. „Rzeczy Wspólne” 2010 nr 1.
- A. Horułaba: Taniec prywatny;  „Rzeczpospolita” 2010 nr 37.
- Klementowski Robert: Romantyk w formalinie. Nowa Fantastyka 1999 nr 1 s. 77
- Kuncewicz Piotr: Ziemkiewicz ze zwłoką. Przegląd Tygodniowy 1999 nr 30 s. 15
- Luterek Grzegorz: Świat wszechwładnej manipulacji. Czas Kultury 1999 nr 2 s. 118-119
- Oramus Marek: Seks, kłamstwa i układy przesterowane. Fenix 1999 nr 2 s. 186-190
- Orliński Wojciech: Ucieczka w przeszłość. Gazeta Wyborcza 1998 nr 181 s. 18
- T.M. Płużański. „Życie Warszawy” 1998 nr 238.
- T. Stawiszyński: Owczy pęd ku samozagładzie. „Gaz. Pol.” 1999 nr 15.
- W. Świetlik: Antyutopia Ziemkiewicza jest nadal aktualna. „Polska. Metropolia Warsz.” 2010 nr 52.
- Urbanek Mariusz: Gra o świat. Nowe Książki 1999 nr 1 s. 13
- M. Urbankowski: Era widm. „Rzeczpospolita” 2010 nr 37.
- Ł. Warzecha: Duszny świat Ziemkiewicza. „Fakt” 2010 nr 115.
- Witkowski Kamil: Walc stulecia. Magazyn Literacki 1998 nr 4 s. 59